# Angelonia cornigera
Angelonia cornigera là một loài thực vật có hoa trong họ Mã đề. Loài này được Hook. mô tả khoa học đầu tiên năm 1841.